# Lonnie Donegan
Anthony James "Lonnie" Donegan (Glasgow, Escocia, 29 de abril de 1931-Market Deeping, Inglaterra, 3 de noviembre de 2002) fue un músico británico de estilo skiffle, con más de 20 éxitos en la lista Top 30 del Reino Unido. Se le conoció como el "Rey del Skiffle" y es a menudo citado por su importante influencia en la generación de músicos británicos de la década de 1960. El Guinness Book of British Hit Singles & Albums afirma que Donegan fue el artista británico de mayor éxito e influencia antes de The Beatles. Consiguió que 24 de sus grabaciones entraran de modo sucesivo en el Top 30, y fue el primer cantante británico en conseguir llevar dos de sus discos al Top 10 de los Estados Unidos.

## Primeros años y trad jazz
Su verdadero nombre era Anthony James Donegan, y nació en Glasgow, Escocia, siendo su padre un violinista profesional que había tocado en la Orquesta nacional Escocesa. En 1933 la familia se trasladó a East Ham, en Londres.
Durante el Blitz, en la Segunda Guerra Mundial, Donegan fue evacuado a Cheshire, estudiando en el St Ambrose College de Altrincham.
En los primeros años cuarenta Donegan se interesaba por el swing, por la música cantada y por la guitarra. En 1945, a los 14 años de edad, se compró su primera guitarra, y se aficionó al country y al blues, particularmente el interpretado por Frank Crumit y Josh White. Oyendo la BBC radio, en años siguientes empezó a aprender canciones como "Frankie and Johnny", "Puttin' On the Style", y "The House of the Rising Sun". A finales de la década de 1940 tocaba la guitarra por Londres y visitaba pequeños clubes de jazz.
El primer grupo en el cual actuó fue la banda de hot liderada por Chris Barber, que había oído que Donegan era un buen músico de banjo. Sin embargo, su colaboración con la banda se interrumpió al ser llamado a cumplir el Servicio Nacional en 1949, pero gracias a su destino en Viena pudo contactar con militares de Estados Unidos, accediendo así a discos y a la emisora de radio de la American Forces Network.
En 1952 formó grupo propio, la Tony Donegan Jazzband, la cual hizo algunas actuaciones en la zona de Londres. En una ocasión fueron teloneros del músico de blues Lonnie Johnson en el Royal Festival Hall. Donegan admiraba a Johnson, y adoptó su primer nombre como homenaje a él. Parece ser que el presentador del concierto confundió el nombre de los músicos, llamándoles "Tony Johnson" y "Lonnie Donegan", conservando Donegan a partir de entonces el nombre de Lonnie.
En 1953 el cornetista Ken Colyer empezó a tocar en la banda de Chris Barber. Con un nuevo nombre, Ken Colyer's Jazzmen, el grupo, con Donegan, hizo su primera actuación el 11 de abril de 1953 en Copenhague. Al día siguiente, Chris Albertson hizo una grabación del conjunto para Storyville Records, siendo ésta la primera grabación comercial de Donegan.

## Skiffle
Mientras actuó con los Ken Colyer's Jazzmen, Donegan también canto y tocó la guitarra y el banjo. Además, entre actuaciones empezó a tocar con otros dos miembros de la banda en los que llamaba una pausa "skiffle", un nombre inspirado por la formación de la década de 1930 Dan Burley Skiffle Group. En 1954 Colyer abandonó el grupo, y la banda pasó a ser la Chris Barber's Jazz Band.
Con una tabla de lavar, un  tea-chest bass (una caja de madera) y una barata guitarra española, Donegan entretenía al público con canciones folk y blues de músicos como Leadbelly y Woody Guthrie. Esta actividad fue tan popular, que en julio de 1954 grabó en sencillo una versión del tema de Leadbelly "Rock Island Line" en la que utilizaba una tabla de lavar pero no un tea-chest bass, grabando en la cara B el tema "John Henry". Fue un enorme éxito (que más adelante inspiró la creación de un álbum, An Englishman Sings American Folk Songs, estrenado en Estados Unidos por Mercury Records en los primeros años sesenta) pero, irónicamente, dado que se trataba de una grabación de la banda, Donegan no ganó dinero con la grabación, salvo sus honorarios habituales como músico de estudio. Fue el primer disco de debut que se convirtió en disco de oro en el Reino Unido, y alcanzó el Top Ten en los Estados Unidos.  Su siguiente sencillo para Decca Records, "Diggin' My Potatoes", se grabó en un concierto en el Royal Festival Hall el 30 de octubre de 1954. Decca no contó con Donegan posteriormente, pero al cabo de un mes el músico grababa en los Abbey Road Studios de Londres para el sello Columbia Records. Por entonces había dejado la banda de Barber, y en la primavera de 1955 Donegan firmó un contrato para grabar con Pye Records. Su siguiente sencillo, "Lost John", alcanzó el número 2 de la UK Singles Chart.
Donegan viajó a Estados Unidos, actuando en televisión en los programas Perry Como Show y Paul Winchell Show. De vuelta a su país, Donegan grabó su álbum de debut, Lonnie Donegan Showcase, en el verano de 1956, escuchándose en el disco canciones de Leadbelly y Leroy Carr, además de los temas "I'm a Ramblin' Man" y "Wabash Cannonball". El disco fue un éxito, asegurando un gran número de ventas. El popular estilo skiffle estimuló el comienzo de muchos músicos aficionados, surgiendo nuevos grupos como The Quarrymen, formado en marzo de 1957 por John Lennon. En julio de 1957, época en la que Lennon conoció a Paul McCartney, el sencillo de Donegan "Gamblin' Man" / "Puttin' On the Style" llegó al número uno de las listas del país.
Donegan continuó con una serie de grabaciones populares con éxitos como "Cumberland Gap" y, sobre todo, "Does Your Chewing Gum Lose It's Flavor (On The Bedpost Over Night)", su canción de mayor impacto en los Estados Unidos, editada por Dot Records. Con "My Old Man's a Dustman" varió a un estilo de music hall que no fue bien recibido por los seguidores del skiffle. 
El grupo de Donegan tenía una formación flexible, pero en el mismo generalmente tocaban Denny Wright o Les Bennetts, Micky Ashman o Pete Huggett, Nick Nichols, Pete Appleby y Mark Goodwin.

## Últimos años de carrera
Hasta 1962 Donegan siguió apareciendo de manera regular en las listas de éxitos, pero finalmente sucumbió ante la llegada de The Beatles y la música beat.
En la década de 1960 grabó esporádicamente, con algunas sesiones en Hickory Records en Nashville, Tennessee, con Charlie McCoy, Floyd Cramer y The Jordanaires. A partir de 1964, y durante casi toda la década, estuvo principalmente ocupado como productor discográfico de Pye Records. Entre aquellos con los que trabajó en ese período figuran Justin Hayward.
Avanzada la década de 1960, y durante la de 1970, Donegan quedó desfasado, aunque escribió el tema "I'll Never Fall in Love Again" para Tom Jones en 1967. Debido a ello, empezó a actuar en el circuito estadounidense de espectáculos de cabaret. Una notable variación en su estilo en esos años fue una grabación a capela de "The Party's Over". 
Donegan sufrió su primer infarto agudo de miocardio en 1976 mientras se encontraba en los Estados Unidos, debiendo someterse a cirugía de cuádruple baipás coronario. Volvió a la notoriedad en 1978, cuando hizo una grabación de sus primeras canciones, con figuras de la talla de Rory Gallagher, Ringo Starr, Elton John y Brian May, en un disco titulado Putting on the Style. En un álbum posterior con Albert Lee, Donegan trabajó en un estilo menos familiar, el country. En 1980 volvió a hacer conciertos con regularidad, y grabó un nuevo disco con Barber. En 1983 hizo una gira con Billie Jo Spears, y en 1984 hizo su debut teatral participando en el musical Mr. Cinders. Más adelante siguió con las giras, viajando desde Florida a España. En 1992 Donegan hubo de someterse de nuevo a un baipás coronario tras sufrir un nuevo infarto.
Donegan experimentó un nuevo resurgir cuando en el año 2000 actuó en el álbum de Van Morrison The Skiffle Sessions - Live In Belfast 1998, un disco aplaudido por la crítica y en el cual ambos músicos eran vocalistas, y en el que también participaban Chris Barber y Dr. John. Además, Donegan actuó en el Festival de Glastonbury, y en ese mismo año fue nombrado miembro de la Orden del Imperio Británico.

## Vida personal
Donegan se casó tres veces. Con su primera esposa, Maureen Tyler, de la que se divorció en 1962, tuvo dos hijas. Con la segunda, Jill Westlake (divorciados en 1971), tuvo un hijo y una hija, y con la tercera, Sharon, con la que se casó en 1977, tres hijos.
Lonnie Donegan falleció en 2002, a los 71 años de edad, tras sufrir un infarto agudo de miocardio en Market Deeping, Inglaterra, mientras se encontraba de gira por el Reino Unido. Sus restos fueron incinerados.

## Discografía

### Singles
- "Rock Island Line" / "John Henry" (1955) - UK Singles Chart #8 †
- "Diggin' My Potatoes" / "Bury My Body" (1956) †
- "Lost John" / "Stewball" (1956) - UK #2 †
- "Bring A Little Water, Sylvie" / "Dead or Alive" (1956) ‡
- "On A Christmas Day" / "Take My Hand Precious Lord" (1956) ‡
- "Don't You Rock Me Daddy-O" (1957) - UK #4 ‡
- "Cumberland Gap" (1957) - UK #1 ‡
- "Gamblin' Man" / "Puttin' On the Style" (1957) - UK #1 ‡
- "My Dixie Darlin'" / "I'm Just a Rolling Stone" (1957) - UK #10 ‡
- "Jack of Diamonds" / "Ham 'N' Eggs" (1957) - UK #14 ‡
- "Grand Coulee Dam" / "Nobody Loves Like an Irishman" (1958) - UK #6 ‡
- "Midnight Special" / "When The Sun Goes Down" (1958) ‡
- "Sally Don't You Grieve" / "Betty, Betty, Betty" (1958) - UK #11 ‡
- "Lonesome Traveller" / "Times are Getting Hard Boys" (1958) - UK #28 ‡
- "Lonnie's Skiffle Party" / "Lonnie Skiffle Party Pt.2" (1958) - UK #23 ‡
- "Tom Dooley" / "Rock O' My Soul" (1958) - UK #3 ‡
- "Does Your Chewing Gum Lose Its Flavour (On the Bedpost Overnight?)" / "Aunt Rhody" (1959) - UK #3 ‡
- "Fort Worth Jail" / "Whoa Buck" (1959) - UK #14 ‡
- "Fort Bewildered" / "Kevin Barry" / "It is No Secret" / "My Lagan Love Buck" (1959) ‡
- "The Battle of New Orleans" / "Darlin' Cory" (1959) - UK #2 ‡
- "Sal's Got A Sugar Lip" / "Chesapeake Bay" (1959) - UK #13 ‡
- "Hold Back Tomorrow" - UK #26 ¶
- "San Miguel" / "Talking Guitar Blues" (1959) - UK #19 ‡
- "My Old Man's A Dustman" / "The Golden Vanity" (1960) - UK #1 ↑
- "The John B. Sails" / "Jimmy Brown The Newsboy" (1960) - UK #5 ↓
- "Lorelei" / "In All My Wildest Dreams" (1960) - UK #10
- "Rockin' Alone" - UK #44 ♠
- "Lively" / "Black Cat (Cross My Path Today)" (1960) - UK #13 ↑
- "Virgin Mary" / "Beyond The Sunset" (1960) - UK #27
- "(Bury Me) Beneath The Willow" / "Leave My Woman Alone" (1961)
- "Have A Drink on Me" / "Seven Daffodils" (1961) - UK #8 ↑
- "Michael, Row the Boat" / "Lumbered" (1961) - UK #6 ↑
- "The Comancheros" / "Ramblin' Round" (1961) - UK #14
- "The Party's Over" / "Over the Rainbow" (1962) - UK #9
- "I'll Never Fall in Love Again" / "Keep on the Sunny Side" (1962)
- "Pick A Bale of Cotton" / "Steal Away" (1962) - UK #11 ↑
- "The Market Song" / "Tit-Bits" (1962)
- "Losing By A Hair" / "Trumpet Sounds" (1963)
- "It Was A Very Good Year" / "Rise Up" (1963)
- "Lemon Tree" / "I've Gotta Girl So Far" (1963)
- "500 Miles Away From Home" / "This Train" (1963)
- "Beans in My Ears" / "It's a Long Road to Travel" (1964)
- "Fisherman's Luck" / "There's A Big Wheel" (1964)
- "Get Out Of My Life" / "Won't You Tell Me" (1965)
- "Louisiana Man" / "Bound For Zion" (1965)
- "World Cup Willie" / "Where In This World are We Going" (1966)
- "I Wanna Go Home" / "Black Cat (Cross My Path Today)" (1966)
- "Aunt Maggie's Remedy" / "(Ah) My Sweet Marie" (1967)
- "Toys" / "Relax Your Mind" (1968)
- "My Lovely Juanita" / "Who Knows Where the Time Goes" (1969)
- "Speak To The Sky" / "Get Out of My Life" (1972)
- "Jump Down Turn Around (Pick a Bale of Cotton)" / "Lost John Blues" (1973 - Australia)

### Álbumes
- Lonnie Donegan Showcase (diciembre de 1956) - UK Albums Chart # 2; UK Singles Chart #26 ‡
  - "Wabash Cannonball" / "How Long" / "How Long, How Long Blues" / "Nobody's Child" / "I Shall Not Be Moved" / "I'm Alabama Bound" / "I'm a Rambling Man" / "Wreck of the Old 97" / "Frankie and Johnny"
- Lonnie (noviembre de 1957) - UK # 3
- Tops with Lonnie (septiembre de 1958)
- Lonnie Rides Again (mayo de 1959)
- Does Your Chewing Gum Lose It's Flavour (On The Bedpost Overnight) (1961)
- More! Tops with Lonnie (abril de 1961)
- Sing Hallelujah (diciembre de 1962)
- The Lonnie Donegan Folk Album (agosto de 1965)
- Lonniepops - Lonnie Donegan Today (1970)
- The Great Re-Union Album (1974)
- Lonnie Donegan Meets Leinemann (1974)
- Country Roads (1976)
- Puttin' on the Style (febrero de 1978)
  - Incluyendo como invitados a los músicos Rory Gallagher, Elton John, Brian May y Ringo Starr, entre otros.
- Sundown (mayo de 1979)
- Muleskinner Blues (enero de 1999)
  - La canción "Lost John" fue utilizada como apertura del a´lbum de homenaje a John Peel
- This Y'ere The Story (2000?)
- The Skiffle Sessions - Live in Belfast (2000) - UK #14 †
  - Grabado en noviembre de 1998 con Van Morrison, Chris Barber y otros.
- The Last Tour (2006)

### Discos recopilatorios
- Golden Age of Donegan (1962) - UK Albums Chart #3
- Golden Age of Donegan Volume 2 (1963) - UK #15
- Putting On the Style (1978) - UK #51
- King of Skiffle (1998)
- Puttin' On the Style - The Greatest Hits (2003) - UK #45

### EP
- Skiffle Session (EP) (1956) - UK Singles Chart #20 †
  - "Railroad Bill" / "Stockalee" / "Ballad of Jesse James" / "Ol' Riley"

### Créditos
La mayor parte de las grabaciones mostradas vienen acreditadas a Lonnie Donegan, exceptuando las que siguen:

† Como Lonnie Donegan Skiffle Group

‡ Como Lonnie Donegan and his Skiffle Group

¶ Como Lonnie Donegan meets Miki & Griff with the Lonnie Donegan Group

↑ Como Lonnie Donegan and his Group

↓ Como Lonnie Donegan and Angela Morley's Orchestra

♠ Como Miki and Griff with the Lonnie Donegan Group